# Pieris marginalis
Pieris marginalis är en fjärilsart som beskrevs av Samuel Hubbard Scudder 1861. Pieris marginalis ingår i släktet Pieris och familjen vitfjärilar. Inga underarter finns listade i Catalogue of Life.

## Bildgalleri

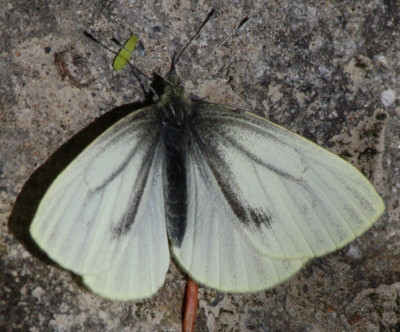